# Puchar Sześciu Narodów Kobiet 2022
Puchar Sześciu Narodów Kobiet 2022 – dwudziesta pierwsza edycja Pucharu Sześciu Narodów Kobiet, międzynarodowych rozgrywek w rugby union dla żeńskich reprezentacji narodowych. Zawody odbyły się w dniach 26 marca – 30 kwietnia 2022 roku, a zwyciężyła w nich reprezentacja Anglii, która pokonała wszystkich rywali i tym samym zdobyła dodatkowo Wielkiego Szlema.
Wliczając turnieje w poprzedniej formie, od czasów Home Internal Championship i Pucharu Pięciu Narodów, była to dwudziesta siódma edycja tych zawodów.
Harmonogram rozgrywek opublikowano na początku grudnia 2021 roku, pozostawiając ustanowione rok wcześniej oddzielne okienko już po zakończeniu turnieju mężczyzn i powracając po rocznej przerwie do pełnego systemu kołowego. Sędziowie spotkań zostali wyznaczeni na początku marca roku 2022.
Zgodnie z przedturniejowymi przewidywaniami zawody zdominowała reprezentacja Anglii w pięciu spotkaniach oddając rywalkom jedynie 22 punkty i zdobywając Wielkiego Szlema, a najlepszą zawodniczką turnieju została uznana Francuzka Laure Sansus.

## Mecze
| 26 marca 202213:00 | Szkocja | 5:57(5:38) | Anglia | DAM Health Stadium, Edynburg |
| 26 marca 202213:00 |         | 5:57(5:38) |        | DAM Health Stadium, Edynburg |

| 26 marca 202217:45 | Irlandia | 19:27(14:5) | Walia | RDS Arena, Dublin |
| 26 marca 202217:45 |          | 19:27(14:5) |       | RDS Arena, Dublin |

| 27 marca 202216:00 | Francja | 39:6(17:6) | Włochy | Stade des Alpes, Grenoble |
| 27 marca 202216:00 |         | 39:6(17:6) |        | Stade des Alpes, Grenoble |

| 2 kwietnia 202215:15 | Francja | 40:5(26:0) | Irlandia | Stade Ernest-Wallon, Tuluza |
| 2 kwietnia 202215:15 |         | 40:5(26:0) |          | Stade Ernest-Wallon, Tuluza |

| 2 kwietnia 202217:45 | Walia | 24:19(7:14) | Szkocja | Cardiff Arms Park, Cardiff |
| 2 kwietnia 202217:45 |       | 24:19(7:14) |         | Cardiff Arms Park, Cardiff |

| 3 kwietnia 202216:00 | Włochy | 0:74(0:31) | Anglia | Stadio Sergio Lanfranchi, Parma |
| 3 kwietnia 202216:00 |        | 0:74(0:31) |        | Stadio Sergio Lanfranchi, Parma |

| 9 kwietnia 202217:45 | Anglia | 58:5(19:0) | Walia | Kingsholm Stadium, Gloucester |
| 9 kwietnia 202217:45 |        | 58:5(19:0) |       | Kingsholm Stadium, Gloucester |

| 10 kwietnia 202214:00 | Szkocja | 8:28(3:28) | Francja | Scotstoun Stadium, Glasgow |
| 10 kwietnia 202214:00 |         | 8:28(3:28) |         | Scotstoun Stadium, Glasgow |

| 10 kwietnia 202218:00 | Irlandia | 29:8(10:3) | Włochy | Musgrave Park, Cork |
| 10 kwietnia 202218:00 |          | 29:8(10:3) |        | Musgrave Park, Cork |

| 22 kwietnia 202221:00 | Walia | 5:33(0:26) | Francja | Cardiff Arms Park, Cardiff |
| 22 kwietnia 202221:00 |       | 5:33(0:26) |         | Cardiff Arms Park, Cardiff |

| 23 kwietnia 202220:20 | Włochy | 20:13(3:10) | Szkocja | Stadio Sergio Lanfranchi, Parma |
| 23 kwietnia 202220:20 |        | 20:13(3:10) |         | Stadio Sergio Lanfranchi, Parma |

| 30 kwietnia 202213:00 | Walia | 8:10(0:7) | Włochy | Cardiff Arms Park, Cardiff |
| 30 kwietnia 202213:00 |       | 8:10(0:7) |        | Cardiff Arms Park, Cardiff |

| 30 kwietnia 202215:15 | Francja | 12:24(7:21) | Anglia | Stade Jean-Dauger, Bajonna |
| 30 kwietnia 202215:15 |         | 12:24(7:21) |        | Stade Jean-Dauger, Bajonna |

| 30 kwietnia 202221:00 | Irlandia | 15:14(8:5) | Szkocja | Kingspan Stadium, Belfast |
| 30 kwietnia 202221:00 |          | 15:14(8:5) |         | Kingspan Stadium, Belfast |